# Villers-les-Pots
 Villers-les-Pots  es una población y comuna francesa, en la región de Borgoña, departamento de Côte-d'Or, en el distrito de Dijon y cantón de Auxonne.

## Demografía
| 722 | 731 | 790 | 763 | 855 | 871 |
| Para los censos de 1962 a 1999 la población legal corresponde a la población sin duplicidades (Fuente: INSEE [Consultar]) |     |     |     |     |     |